# 12 Gardens Live
12 Gardens Live es una compilación de Sony music de las canciones de Billy Joel durante doce conciertos en el Madison Square Garden en Nueva York a principios de 2006. Fue lanzado al mercado el martes 13 de junio de 2006.

## Lista de canciones

### Disco uno
1. Angry Young man
2. My Life
3. Everybody Loves You Now
4. The Ballad of Billy the Kid
5. The Entertainer
6. Vienna
7. New York State of Mind
8. The Night is Still young
9. Zanzibar
10. Miami 2017
11. The Great Wall of China
12. Allentown
13. She's Right on Time
14. Don't Ask Me Why
15. Laura
16. A Room of Our Own (unlisted track)

### Disco dos
1. Goodnight Saigon
2. Movin' Out
3. An Innocent man
4. The Downeaster Alexa
5. She's Always a Woman
6. Keeping the Faith
7. The River of Dreams
8. A Matter of Trust
9. We Didn't Start the Fire
10. Big Shot
11. You May Be Right
12. Only The Good Die Young
13. Scenes From An Italian Restaurant
14. Piano Man
15. And So It Goes
16. It's Still Rock and Roll To Me (unlisted track)

- Datos: Q175012